# Masacre de Tafas
La masacre de Tafas hace referencia a la matanza de civiles en la ciudad siria otomana de Tafas tras la retirada del ejército otomano en un intento de desmoralizar al enemigo.

## Antecedentes
Cerca del final de la Primera Guerra Mundial en el otoño de 1918, una columna en retirada de aproximadamente dos mil soldados del ejército otomano entró en Tafas. Su comandante, Shereef Bey, ordenó masacrar a todas las personas, incluidas mujeres y niños, para desmoralizar a las fuerzas británicas y árabes que perseguían al ejército turco. El comandante británico al frente de las fuerzas árabes, TE Lawrence, llegó a la zona poco después de la masacre y fue testigo de los cuerpos mutilados y la mayor parte de la ciudad en ruinas. En represalia por la masacre, las tropas de Lawrence atacaron las columnas turcas que se retiraban y, por primera vez en la guerra, ordenaron a sus hombres que no hicieran prisioneros. Alrededor de 250 soldados alemanes y austríacos que viajaban con las tropas otomanas que habían sido capturadas ese día fueron ejecutados sumariamente mientras los hombres enfurecidos de Lawrence les disparaban con ametralladoras.
Lawrence escribió en su diario, y en Seven Pillars of Wisdom: "Dejamos a Abd el Main allí y cabalgamos más allá de los otros cuerpos, que ahora se ven claramente a la luz del sol como hombres, mujeres y cuatro bebés, hacia el pueblo cuya soledad sabíamos que significaba que estaba lleno de muerte y horror. En las afueras estaban las paredes bajas de barro de unos rediles de ovejas, y en uno yacía algo rojo y blanco. Miré más de cerca y vi el cuerpo de una mujer doblado sobre él, la cara hacia abajo, clavada allí por una bayoneta de sierra cuya mitad asomaba horriblemente en el aire entre sus piernas desnudas. Había estado embarazada, y a su alrededor había otros, tal vez veinte en total, asesinados de diversas formas, pero colocados de acuerdo con un gusto obsceno. El Zaggi estalló en carcajadas salvajes, a las que se unieron histéricamente algunos de los que no estaban enfermos. Era un espectáculo cercano a la locura, tanto más desolador por el cálido sol y el aire limpio de esa tarde de montaña. Dije: "El mejor de vosotros será quien me traiga más turcos muertos"; y giramos y cabalgamos tan rápido como pudimos en dirección al enemigo que se desvanecía. En nuestro camino abatimos a los que habían caído al borde del camino que venían implorando nuestra misericordia."